# Chi Virginis
Chi Virginis (χ Vir, Virginis) là một sao đôi trong chòm sao Xử Nữ. Dựa trên các phép đo thị sai, nó cách Trái Đất khoảng 294 năm ánh sáng (90 parsec). Cấp sao biểu kiến là 4,65, đủ sáng để nhìn bằng mắt thường trong điều kiện quan sát phù hợp.
Ngôi sao này có phân loại sao là K2 III, với độ sáng loại "III" chỉ ra rằng đây là một ngôi sao khổng lồ đã tiêu thụ hydro ở lõi của nó và đang trong quá trình rời khỏi dãy chính. Nó có khối lượng gấp đôi Mặt Trời và đã mở rộng gấp 23 lần bán kính của Mặt Trời, mang lại cho nó độ sáng gấp 182 lần độ sáng của Mặt Trời. Nhiệt độ hiệu dụng của lớp vỏ ngoài của ngôi sao là khoảng 4.395 K, tạo ra cho ngôi sao này màu cam đặc trưng của các ngôi sao loại K. Sự phong phú của các nguyên tố khác ngoài hydro và heli, thứ mà các nhà thiên văn học gọi là độ kim loại của ngôi sao, cao hơn một chút so với ở Mặt Trời.
Ngôi sao này có 3 sao đồng hành quang học. Tại góc chia tách 173,1 giây cung là một ngôi sao có cấp +9,1, thuộc loại phổ K0. Một ngôi sao có cấp +10 nằm cách xa 221,2 giây cung và ngôi sao thứ ba là ngôi sao có cấp +9,1 K2 cách xa 321,2 giây. Không có sao nào trong số này được xác nhận là sao đồng hành vật lý.
Vào tháng 7 năm 2009, người ta đã phát hiện ra rằng Chi Virginis có một hành tinh to lớn với độ lệch tâm quỹ đạo cao là 0,46. Nó đang quay với chu kỳ quỹ đạo khoảng 835 ngày và có khối lượng lớn hơn ít nhất 11 lần so với Sao Mộc. Có dấu hiệu của một hành tinh thứ hai quay với chu kỳ 130 ngày, nhưng điều này chưa được thiết lập vững chắc. Vào ngày 19 tháng 8 năm 2015, sự tồn tại của một hành tinh thứ hai, HD 110014 c, (lớn hơn khoảng 3 lần so với Sao Mộc và có quỹ đạo gần bằng Sao Kim) đã được nhà thiên văn học người Chile là Maritza Soto xác nhận.
| Thiên thể đồng hành (thứ tự từ ngôi sao ra) | Khối lượng    | Bán trục lớn (AU) | Chu kỳ quỹ đạo (ngày) | Độ lệch tâm   | Độ nghiêng | Bán kính |
| ------------------------------------------- | ------------- | ----------------- | --------------------- | ------------- | ---------- | -------- |
| b                                           | ≥11,09 ± 1 MJ | 2,14 ± 0,03       | 835,477 ± 6           | 0,462 ± 0,069 | —          | —        |